# Goephanes niviplagiatus
Goephanes niviplagiatus là một loài bọ cánh cứng trong họ Cerambycidae.